# 南光郵便局
南光郵便局（なんこうゆうびんきょく）は、兵庫県佐用郡佐用町にある郵便局。民営化前の分類では無集配特定郵便局であった。

## 概要
住所：〒679-5211 兵庫県佐用郡佐用町下徳久895-3
かつては集配郵便局であったが、民営化前に集配業務を佐用郵便局に移管し無集配郵便局となった。

## 沿革
- 1922年（大正11年）6月16日 - 徳久郵便局として開設。
- 1991年（平成3年）10月14日 - 三河郵便局から集配業務を移管[1]。同日、南光郵便局に改称[2]
- 2007年（平成19年）2月13日 - 佐用郵便局へ集配業務を移管、無集配局となる。郵便番号を679-5299から679-5211に変更
- 2007年（平成19年）10月1日 - 民営化
- 2012年（平成24年）10月1日 - 日本郵便株式会社発足

## 取扱内容
- 郵便、印紙、ゆうパック
- 貯金、為替、振替、振込、国際送金、国債
- 生命保険、バイク自賠責保険
- 地方公共団体事務（兵庫県住宅再建共済基金利用申込取次事務）
- ゆうちょ銀行ATM

## 周辺
- 播磨徳久駅
- 佐用町役場南光支所